# Sankt-Georg-Kapelle (Stolberg)

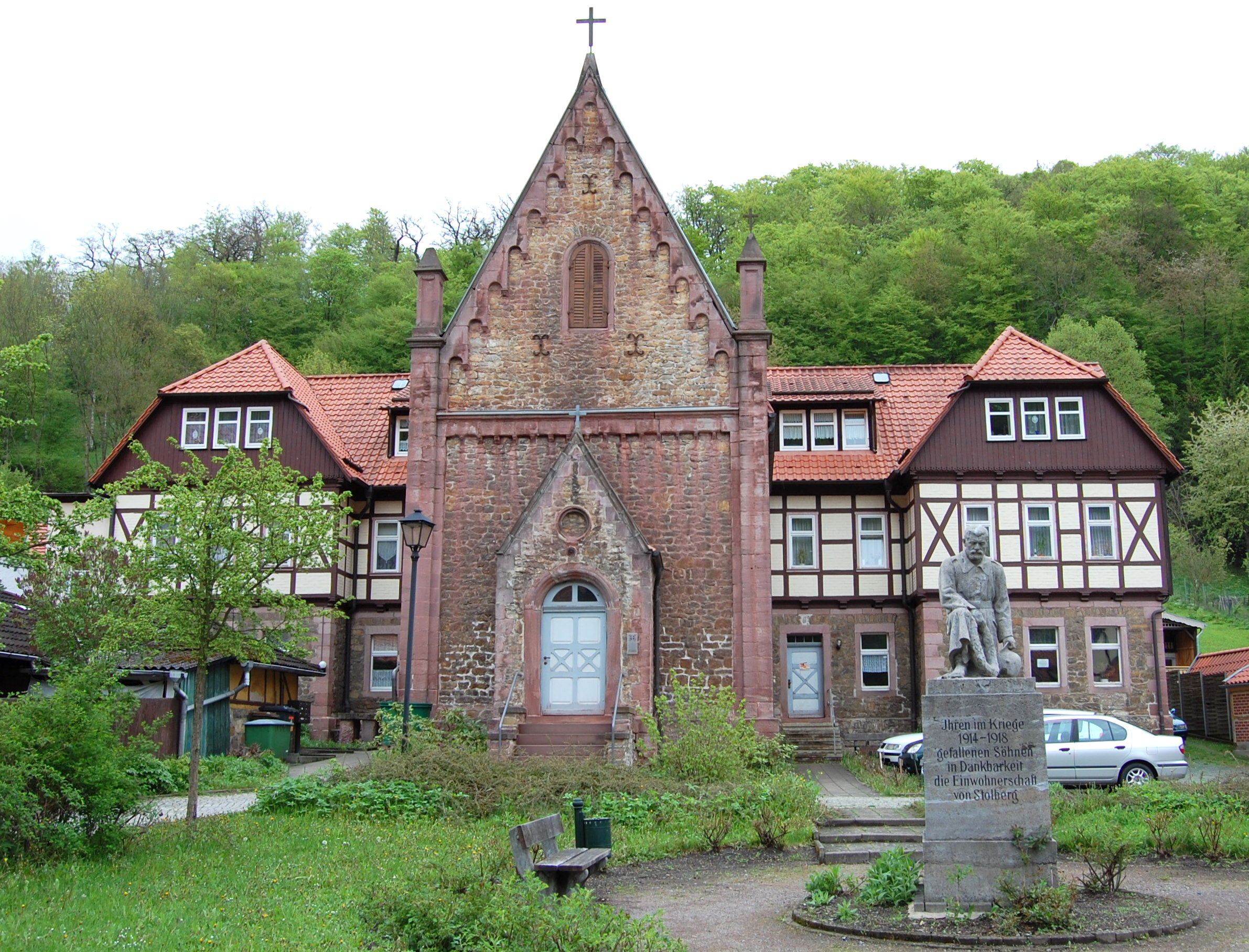
Sankt-Georg-Kapelle

Die Sankt-Georg-Kapelle ist eine evangelische Kapelle in Stolberg (Harz) in Sachsen-Anhalt. Sie befindet sich in der Niedergasse.

## Geschichte und Architektur
Die Kapelle wurde erstmals 1333 urkundlich erwähnt, ist jedoch älteren Ursprungs. Sie diente als Kapelle des unmittelbar benachbarten Georgenhospitals, welches über Jahrhunderte als kirchliches Altenheim fungierte. Im Dreißigjährigen Krieg wurde die Kapelle zerstört und 1657 neu geweiht. 1892 wurde auf den alten Grundmauern die Kapelle in ihrer heutigen Form als kleine Saalkirche im Stil der Neogotik neu errichtet. Die Fassade wird durch schmückende Elemente aus rotem Sandstein gegliedert. 1994 fand eine Sanierung statt, wobei auch der Innenraum eine neue Bestuhlung erhielt. In unmittelbarer Nähe der Kapelle entstanden in den 1990er Jahren altersgerechte Wohnungen, womit an die Tradition des Georgenhospitals angeknüpft wird.
Westlich vor der Kapelle befindet sich ein Kriegerdenkmal zu Ehren im Ersten Weltkrieg Gefallener.